# Phengaris rebeli
Phengaris rebeli (trước đây gọi là Maculinea rebeli), tên tiếng Anh là Mountain Alcon Blue, là một loài bướm thuộc họ Lycaenidae. Loài này có ở Andorra, Áo, Bỉ, Bulgaria, Croatia, Cộng hòa Séc, Pháp, Đức, Hungary, Ý, Liechtenstein, Ba Lan, Nga, Slovakia, Slovenia, Tây Ban Nha, và Thụy Sĩ. Môi trường sống tự nhiên của chúng là vùng đồng cỏ ôn đới. Chúng hiện đang bị đe dọa vì mất môi trường sống.
Các nhà sinh thái học hành vi đã nhận thấy rằng vai trò của nó như một loại ký sinh nuôi dưỡng được quan tâm đặc biệt vì, không giống như nhiều loại ký sinh nuôi dưỡng, loài này không trực tiếp sinh sản trong tổ của vật chủ. P. Rebeli ký sinh ở loài kiến thuộc đàn Myrmica schencki khi còn là ấu trùng bằng cách sử dụng hóa chất bắt chước để đánh lừa kiến tin rằng chúng là ấu trùng kiến; do đó, kiến mang sâu bướm P. Rebeli về tổ của chúng và cho ăn.

## Hình ảnh

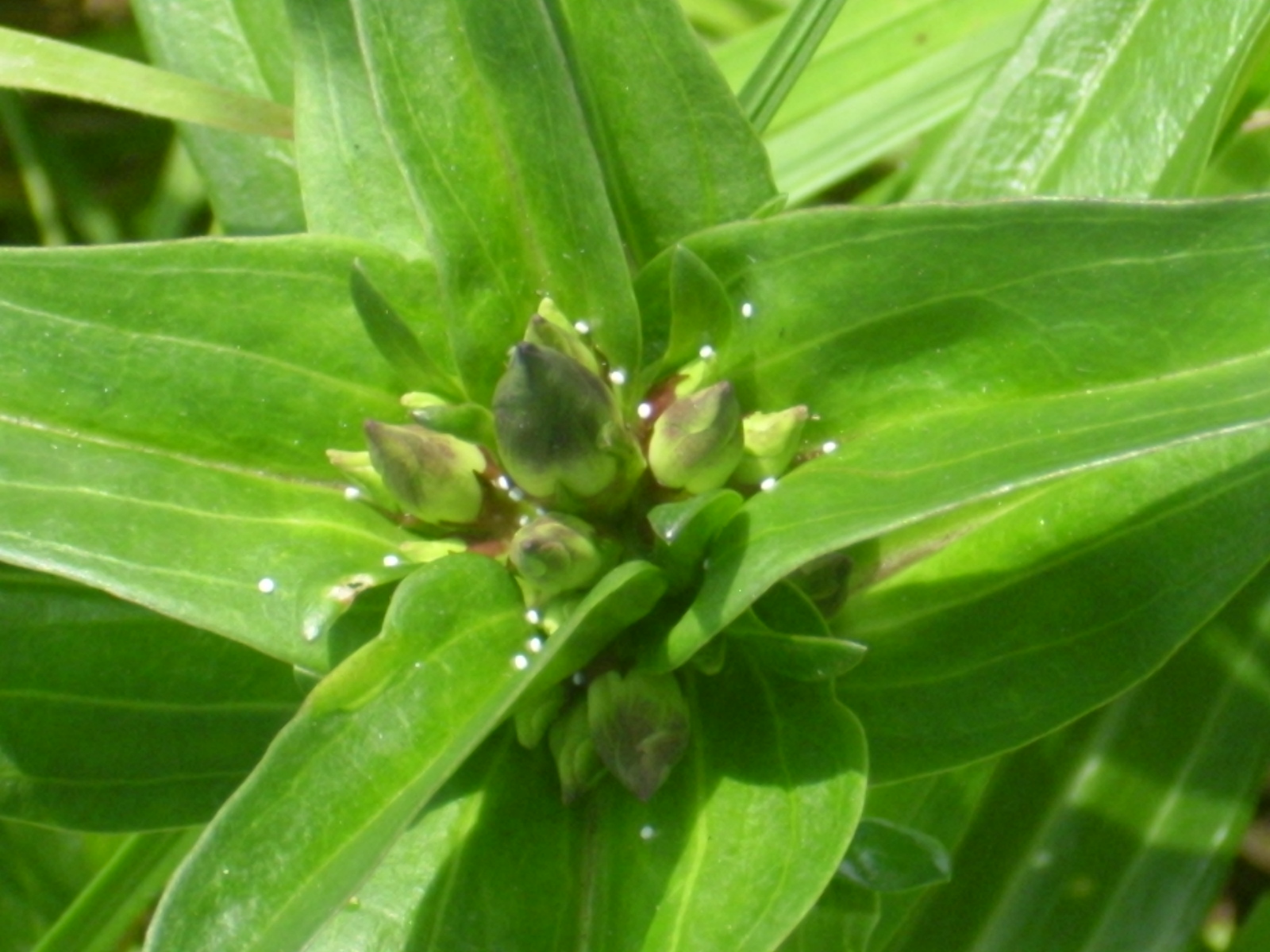
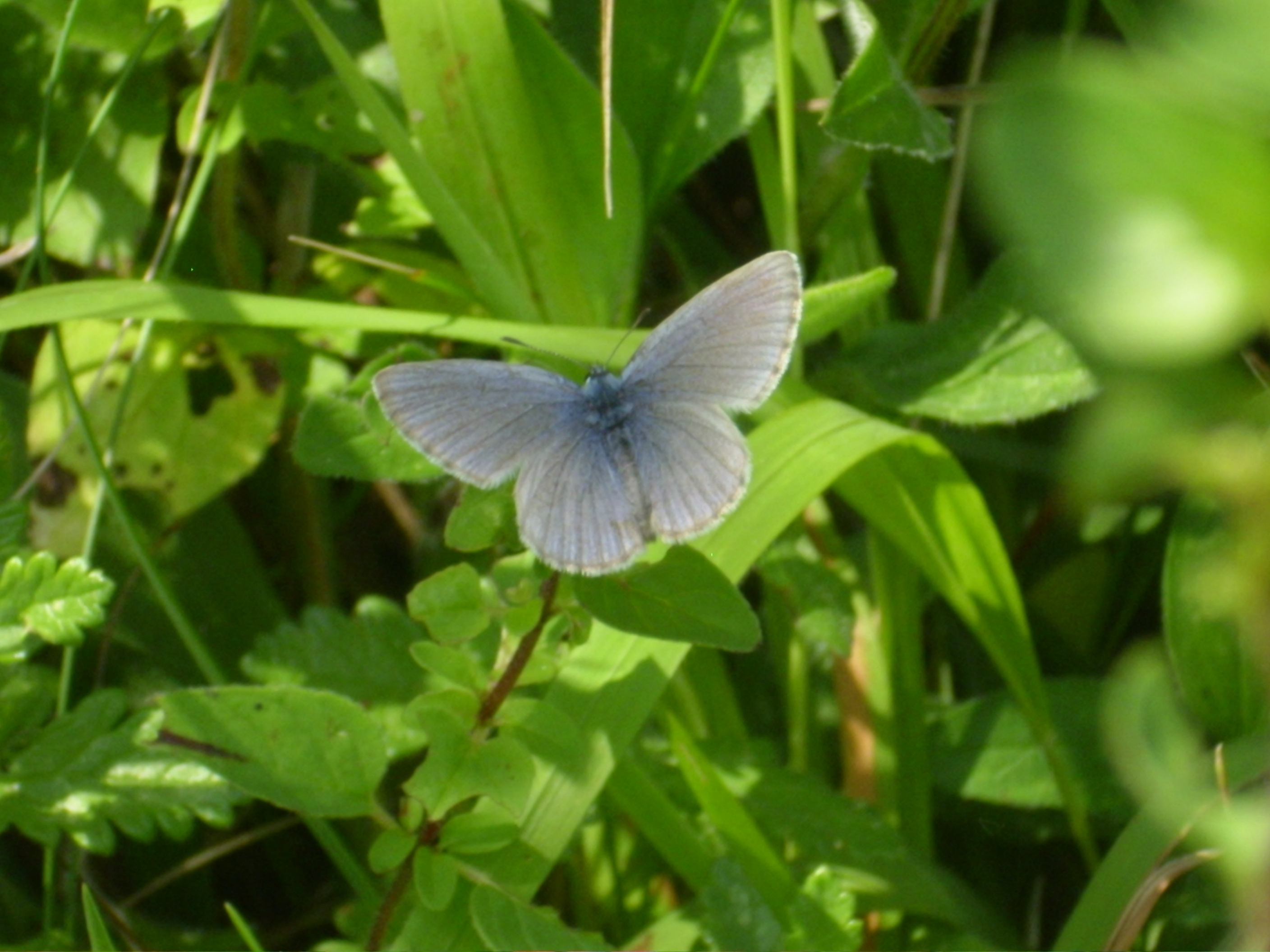
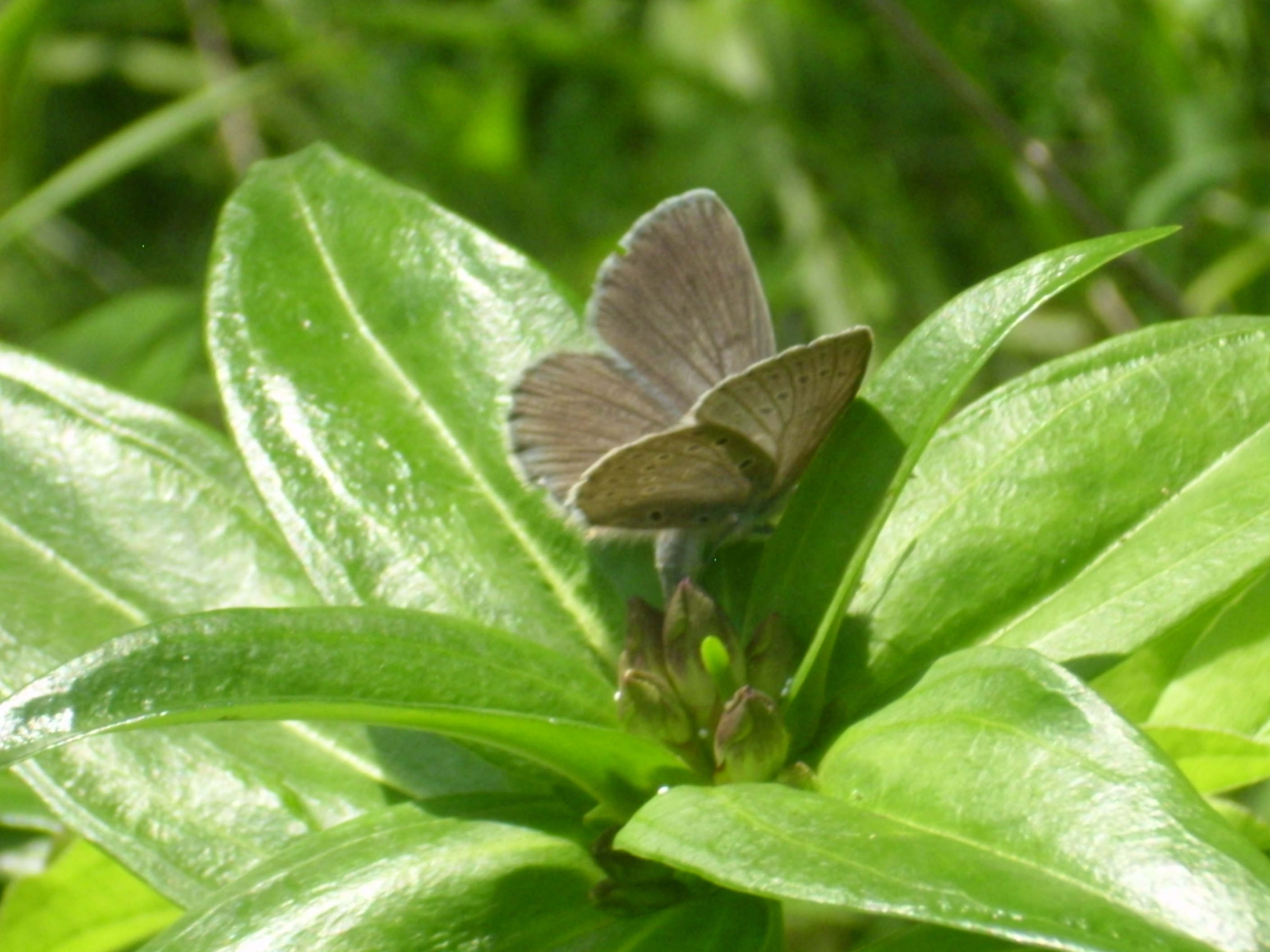
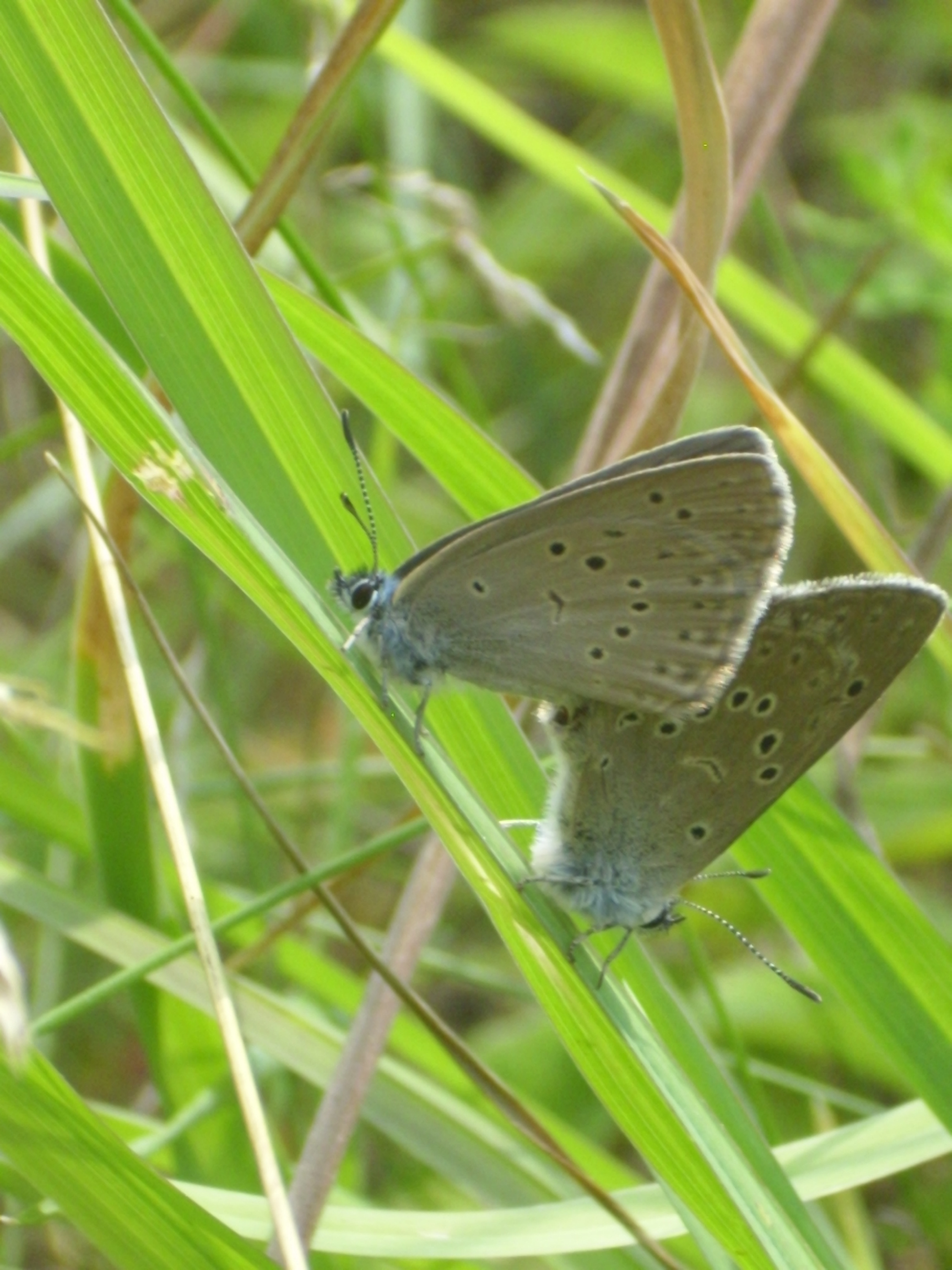